# Oskar Brand
Oskar Brand (* 6. April 1866 in Dortmund; † 3. April 1945 in Warstein) war ein deutscher Jurist und Brauereiunternehmer. Er übernahm durch seine Heirat mit Marie Wenker die traditionsreiche Dortmunder Kronen-Brauerei und führte das Unternehmen erfolgreich durch die Kriegs- und Inflationszeit des frühen 20. Jahrhunderts. Die Marke Dortmunder Kronen besteht bis heute fort.

## Leben
Oskar Brand wurde als Sohn des Kesselfabrikanten Dietrich Brand und dessen Ehefrau Friederike zur Nieden in Dortmund geboren. Er hatte zwei Brüder: August Brand (1848–1900), der als Ingenieur und Fabrikbesitzer in Dortmund tätig war, und Wilhelm Brand (1850–1930), der als Geheimer Sanitätsrat und Arzt in Dortmund praktizierte.
Nach dem Abitur am städtischen Gymnasium in Dortmund studierte Brand Rechtswissenschaft an den Universitäten Tübingen, Berlin und Bonn. 1891 promovierte er an der Universität Leipzig zum Doktor der Rechte.
1894 heiratete Brand Marie Wenker (1871–1955), die Tochter des Brauereibesitzers Heinrich Wenker. Aus der Ehe gingen drei Söhne hervor: Oskar, der 1918 gefallen ist, sowie Heinrich und Dr. Günter Brand, die später beide in der Leitung der Brauerei Kronenburg tätig waren.

## Wirken

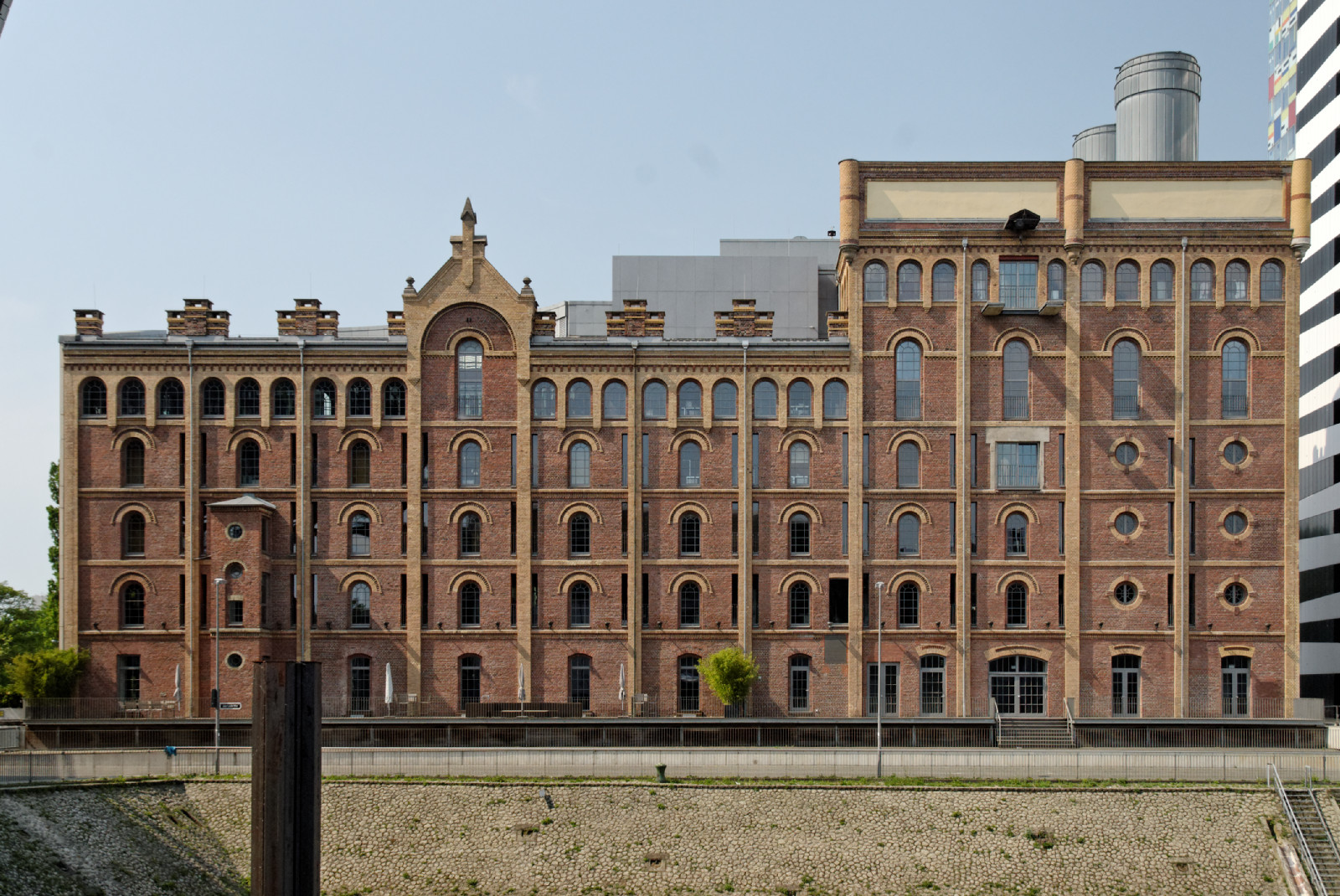
Die denkmalgeschützte Alte Mälzerei im Düsseldorfer Hafen: von 1913 bis Mitte der 1990er Jahre als Kronenmalzfabrik Dr. Oskar Brand betrieben, 1999–2002 zum Bürogebäude umgebaut

Auf Veranlassung seines Schwiegervaters Heinrich Wenker schied Brand vor Abschluss seiner Referendarzeit aus dem Staatsdienst aus und widmete sich der Brauereitechnik. Er begab sich nach München, um sich dort in der Brauereitechnik ausbilden zu lassen, bevor er mehr und mehr die Geschäfte des wachsenden Familienunternehmens übernahm.
Eine der bedeutendsten unternehmerischen Entscheidungen Brands war 1913 der Erwerb einer eigenen Mälzerei im Düsseldorfer Hafen. Im Gegensatz zum Dortmunder Kanalhafen war der Standort in Düsseldorf nicht durch Kohle- oder Erzumschlag belastet und galt daher als sauberer – ein wichtiger Aspekt für die Qualität der Malzherstellung. Brand übernahm ein Gebäude an der Speditionsstraße 7, das 1897 nach Plänen des Architekten August Grimm für die Firma Friedrich Küppers errichtet worden war. Der sechsgeschossige Backsteinbau gehörte zu den größten Mühlenanlagen in Westdeutschland und wurde fortan unter dem Namen Kronenmalzfabrik Dr. Oskar Brand geführt. Der Betrieb wurde Mitte der 1990er Jahre eingestellt. Zwischen 1999 und 2002 wurde das Gebäude zu einem Bürohaus umgebaut und ist heute als Alte Mälzerei bekannt.
Während der Hyperinflation legte Brand vorausblickend Geld in Hopfen an, um das Unternehmen über den Währungsverfall hinwegzubringen. Unter seiner Leitung wurde die Brauerei kontinuierlich modernisiert: Ein zweites Sudhaus wurde gebaut, große Metalltanks ersetzten die dicken Lagerfässer, und die Energieversorgung wurde auf den neuesten Stand gebracht. 1929 erreichte die Brauerei unter seiner Führung einen Rekordausstoß von 383.000 Hektoliter.

## Öffentliche Ämter und Ehrungen
Brand war Mitglied des Vorstandes der Genossenschaftsversammlung der Brauerei- und Mälzerei-Berufsgenossenschaft und Ehrenmitglied der wissenschaftlichen Station für Brauerei in München. Von 1906 bis 1925 fungierte er als Handelsgerichtsrat beim Landgericht Dortmund.
Von 1935 bis 1945 war Brand Mitglied des Rates der Stadt Dortmund. 1941 wurde ihm die große Stadtplakette der Stadt Dortmund verliehen.
1929 stiftete Brand der Reinoldikirche ein Johann-Sebastian-Bach-Fenster zum Jubiläum der Brauerei, das jedoch im Zweiten Weltkrieg zerstört wurde.
Brand war ein begeisterter Jäger, besaß einen Gutshof in Mecklenburg und Wald.

## Tod
Oskar Brand starb am 3. April 1945 in Warstein an den Folgen einer Lungenentzündung, die er sich in den Bombennächten des Zweiten Weltkriegs zugezogen hatte. Er wurde 79 Jahre alt und erlebte das Kriegsende nicht mehr. Die Führung der Brauerei übernahmen seine Söhne Heinrich Brand und Dr. Günter Brand, die das Unternehmen nach dem Krieg wieder aufbauten. 1996 fusionierte das Unternehmen mit der Dortmunder Actien-Brauerei und gehört heute zur Radeberger Gruppe, einem Teilkonzern der Dr. August Oetker KG. Die Marke Dortmunder Kronen besteht bis heute.